# Prealpi Settentrionali di Digne
Le Prealpi Settentrionali di Digne (in francese Préalpes Septentrionales de Digne - dette anche Catena Monges-Cimettes) sono un gruppo montuoso delle Prealpi di Provenza che si trovano nel dipartimento delle Alpi dell'Alta Provenza.
Costituiscono la parte settentrionale delle prealpi di Digne e si trovano a nord della città di Digne-les-Bains.

## Classificazione
La SOIUSA le vede come un supergruppo alpino e vi attribuisce la seguente classificazione:
- Grande parte = Alpi Occidentali
- Grande settore = Alpi Sud-occidentali
- Sezione = Alpi e Prealpi di Provenza
- Sottosezione = Prealpi di Digne
- Supergruppo = Prealpi Settentrionali di Digne
- Codice = I/A-3.II-B

## Delimitazioni
Ruotando in senso orario i limiti geografici di Prealpi settentrionali di Digne sono: Col de Maure, torrente Bès, fiume Bléone, fiume Durance, torrente Blanche, Col de Maure.

## Suddivisione
Si suddividono in quattro gruppi e dieci sottogruppi :
- Catena delle Cimettes (B.5)
  - Gruppo del Grand Puy (B.5.a)
  - Gruppo del Clot Ginoux (B.5.b)
  - Gruppo Charbonnier-Seymuit (B.5.c)
- Catena Grande Gautière-Montserieux-Malaup (B.6)
  - Gruppo della Grande Gautière (B.6.a)
  - Cresta Montserieux-Malaup (B.6.b)
- Catena Monges-Trainon (B.7)
  - Gruppo dei Monges (B.7.a)
  - Cresta Trainon-Dromont (B.7.b)
- Catena Géruen-Mélan (B.8)
  - Gruppo Géruen-Bigue (B.8.a)
  - Gruppo Mélan-Vaumuse (B.8.b)

## Delimitazioni dei Gruppi
Ruotando in senso orario i limiti geografici dei gruppi di Prealpi settentrionali di Digne sono: 
- Catena delle Cimettes (B.5): Col de Maure, torrente Bès, torrente Riou du Pont, Col de Clapouse, torrente Descoure, Valle della Sasse, Valle della Claustre, Col des Sagnes, torrente Breziers, Fiume Durance, torrente Blanche, Col de Maure
- Catena Grande Gautière-Montserieux-Malaup (B.6): Col des Sagnes, Valle della Claustre, Valle della Sasse, Fiume Durance, torrente Breziers, Col des Sagnes
- Catena Monges-Trainon (B.7): Col de Clapouse, torrente Descoure, torrente Bès, fiume Bléone, fiume Durance,  Valle della Sasse, torrente Riou du Pont, Col de Clapouse
- Catena Géruen-Mélan (B.8): Col Saint-Antoine, Torrente Galabre, Fiume Bléone, Fiume Durance, Torrente Vanson, Col Saint-Antoine

## Montagne
Le montagne principali di Prealpi settentrionali di Digne sono:
- Catena delle Cimettes (B.5)
  - Clot Ginoux - 2.112 m
  - l'Oratoire - 2.071 m
  - Tête Grosse - 2.032 m
  - Laupie - 2.025 m (Tourtoureau)
  - Clos de Bouc - 1.962 m
  - Marzenc – 1931 m
  - Le Grand Puy – 1761 m
  - Tête de Charbonnier – 1681 m
  - Montagne de Seymuit – 1578 m
- Catena Grande Gautière-Mont Sérieux-Malaup (B.6)
  - Grande Gautière – 1825 m
  - Pointe d'Eyrolle – 1754 m
  - Roche Cline – 1719 m
  - Mont Sérieux – 1590 m
  - Sommet des Plauts – 1592 m
  - Malaup – 1561 m
- Catena Monges-Trainon (B.7)
  - Les Monges - 2.115 m
  - Montagne de Chine - 1.952 m
  - Sommet de Nibles - 1.909 m
  - Grande Cloche de Barles - 1.887 m
  - Montagne de Jouere - 1.886 m
  - Trainon -1654 m
  - Montagne de Gache – 1357 m
- Catena Géruen-Mélan (B.8)
  - Crête de Geruen – 1876 m
  - La Bigue – 1652 m
  - Montagne de Melan – 1728 m
  - Vaumuse – 1435 m